# Eupithecia gradatilinea
Eupithecia gradatilinea là một loài bướm đêm trong họ Geometridae.